# Koilozyt

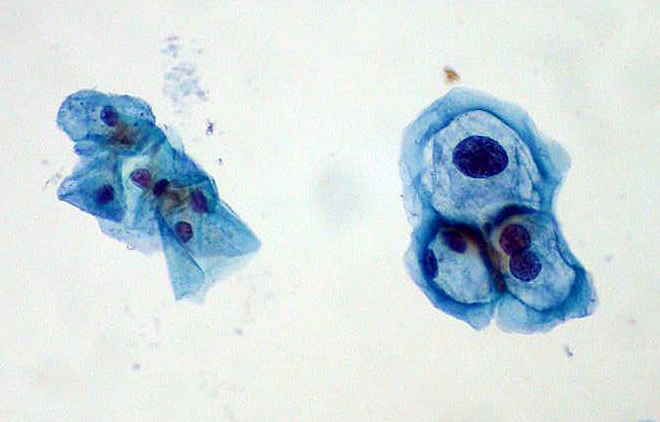
Zellabstrich aus dem Bereich des Muttermundes mit normalen Epithelzellen (links) und HPV-infizierten Epithelzellen (Koilozyten) auf der rechten Seite.

Koilozyten (gr. κοίλος, koilos = leer, konvex) sind infolge einer Infektion mit humanen Papillomviren (HPV) pathologisch veränderte Plattenepithelzellen, die morphologisch durch ein um den Zellkern gelegenes, scharf begrenztes optisch leeres Feld gekennzeichnet sind. Diese Zellen können weitere Veränderungen, wie eine Vergrößerung oder Schrumpfung (Pyknose) des Zellkerns, eine Doppel- oder Mehrkernigkeit oder ein vergröbertes und verstärkt anfärbbares (hyperchromatisches) Chromatin aufweisen.
Das Auftreten von Koilozyten innerhalb eines Epithels wird auch als Koilozytose bezeichnet.